# Qué lloro
«Qué lloro» es una canción de la agrupación mexicana-argentina Sin Bandera publicado como el tercer sencillo de su segundo álbum de estudio De viaje (2003). Esta canción es otra de las más exitosas del álbum.
También ha estado dentro de sus discos de grandes éxitos y en vivo de todas sus presentaciones.

## Lista de canciones

### CD - Promo[7]
| Qué lloro — Single |             |          |  |
| N.º                | Título      | Duración |  |
| 1.                 | «Qué lloro» | 4:00     |  |

## Posiciones en las listas (2004)
| Listas (2004)                              | Posición |
| ------------------------------------------ | -------- |
| Estados Unidos Billboard Hot Latin Tracks  | 1        |
| Estados Unidos Billboard Latin Pop Airplay | 10       |